# Leucania roseata
Leucania roseata là một loài bướm đêm trong họ Noctuidae.